# KNVB-Pokal 1933/34
Der KNVB-Pokal 1933/34 war die 29. Auflage des niederländischen Fußball-Pokalwettbewerbs. Pokalsieger wurde GVV Velocitas 1897. Das Team setzte sich im Finale gegen Feijenoord Rotterdam durch.

## Modus
Alle Begegnungen wurden in einem Spiel ausgetragen. Bei unentschiedenem Ausgang kam die auswärts spielende Mannschaft eine Runde weiter.

## 1. Runde
|                        | Ergebnis |                           |
| ---------------------- | -------- | ------------------------- |
| ADW Amsterdam          | 1:8      | VV Oosterpark             |
| Alkmaarsche Boys       | 4:3      | ZRC Amsterdam             |
| BSV Allen Weerbaar     | 6:0      | VV Uitgeest               |
| SV Almelo              | 3:0      | CVV Germanicus            |
| VV Assendelft          | 3:5      | VV Succes                 |
| VV Asser Boys          | 2:2      | VV Steenwijk              |
| VV Baardwijk           | 7:2      | VV Tricht                 |
| VV Daventria           | 3:3      | SML/Spatram Arnheim       |
| BVV De Kennemers       | 1:4      | DWV Amsterdam             |
| HVV De Ooievaars       | 5:6      | The Rising Hope Rotterdam |
| AVV De Volewijckers    | 5:5      | HFC Helder                |
| VV De Zeemeeuwen       | 0:1      | VV Alkmaar                |
| Delfia-DVK             | 1:1      | SVV Schiedam              |
| DHS Schiedam           | 4:4      | HSV DUNO                  |
| SC Doesburg            | 1:0      | VV Oosterbeek             |
| VV Drachten            | 2:1      | VVGorredijk               |
| Electra Amsterdam      | 6:0      | Avanti Amsterdam          |
| VV Elinckwijk          | 9:5      | SV De Meteoor             |
| SC Emma Dordrecht      | 7:0      | SMV Rotterdam             |
| VV Emmen               | 3:1      | Hellas Groningen          |
| ESCA Arnheim           | 3:3      | AVW Arnheim               |
| SV Espe                | 7:1      | VV RWB Waalwijk           |
| EVC Eindhoven          | 05:0 1   | VV Schagen                |
| FALTO Dieren           | 2:3      | OAB Arnheim               |
| GVV Forward Groningen  | 0:4      | VIA Groningen             |
| VV Gelria Velp         | 2:0      | WSV Woensel               |
| VV GOES                | 7:4      | HKI Breda                 |
| VV Gouderak            | 4:4      | VV Rijswijk               |
| SV Halfweg             | 1:2      | VV Fokke                  |
| HDV Den Haag           | 2:2      | Het Noorden Rotterdam     |
| HEDW Amsterdam         | 4:4      | SV Beverwijk              |
| VV Hillegom            | 1:2      | SVW Gorinchem             |
| VV Hoek van Holland    | 4:1      | VV SEP Delft              |
| HVV Hollandia          | 6:1      | ZNC Zeist                 |
| HVV Hulst              | 3:1      | Oranje Sas van Gent       |
| IVV Den Ilp            | 2:4      | EAC Utrecht               |
| JHK Amsterdam          | 4:0      | Amstel Watergraafsmeer    |
| KVV Krommenie          | 3:2      | TDO Amsterdam             |
| LFC Leiden             | 2:2      | RVV Steeds Volharden      |
| LSV Leerdam            | 1:1      | Celeritas Den Haag        |
| LVV Lugdunum           | 2:2      | DOSB Amsterdam            |
| MAAS Maassluis         | 1:1      | VV Hillinen               |
| VV Moordrecht          | 1:2      | VV Naaldwijk              |
| VV Noordwolde          | 0:0      | SSC Steenwijk             |
| OLIVEO Pijnacker       | 4:5      | THB Haarlem               |
| Ontwaakt Amsterdam     | 3:3      | DJK Amsterdam             |
| Oranje-Zwart Amsterdam | 1:0      | JOS Watergraafsmeer       |
| OSV Oostzaan           | 6:4      | UFC Utrecht               |
| EVV Phenix Enschede    | 7:2      | WVC Winterswijk           |
| VV Purmersteijn        | 2:1      | LOC Amsterdam             |
| AFC Quick 1890         | 1:6      | SDZ Amsterdam             |
| SV RDM Rotterdam       | 3:2      | VSV TONEGIDO              |
| Rijssen Vooruit        | 1:1      | VV Hattem                 |
| VV 's-Gravendeel       | 1:1      | Transvalia Rotterdam      |
| 's-Gravenzandse VV     | 1:9      | VV Leerdam                |
| SCA Amsterdam          | 2:2      | Donar Hilversum           |
| SVV Scheveningen       | 0:3      | RVC Rijswijk              |
| VV Schoten             | 2:3      | HVV Laakkwartier          |
| SV Schuttersveld       | 7:3      | RKVV Obbicht              |
| SIOD Rotterdam         | 1:4      | VV Alphia                 |
| VV Sliedrecht          | 6:3      | VV Papendrecht            |
| VV Sloterdijk          | 4:3      | SV Baarn                  |
| SLTO Amsterdam         | 0:2      | Rapiditas Weesp           |
| VV Staatsmijn Maurits  | 05:0 1   | RKSV Heer                 |
| Swift Amsterdam        | 4:1      | ASV Rivalen               |
| SV TEC                 | 1:2      | GFC Goor                  |
| SV Theothorne          | 0:2      | SC Silvolde               |
| TIW Amsterdam          | 3:1      | ZVV Zaandijk              |
| USC Rotterdam          | 1:4      | BMT Den Haag              |
| UVS Leiden             | 5:1      | VV Lekkerkerk             |
| UVV Utrecht            | 5:1      | VV Schinkelhaven          |
| SV Verkade             | 3:1      | SNA Amsterdam             |
| Victoria Hilversum     | 0:5      | DEC Amsterdam             |
| VIJDO Arnheim          | 2:1      | Hertog Hendrik Arnheim    |
| VOC Rotterdam          | 2:0      | DSV Concordia Delft       |
| VOGEL Den Haag         | 1:5      | Ajax Sportman Combinatie  |
| CVV Vriendenschaar     | 7:2      | HVC Amersfoort            |
| VVO Velp               | 2:5      | Eendracht Arnheim         |
| VV Waddinxveen         | 3:1      | VV Schoonhoven            |
| VV Watergraafsmeer     | 4:1      | APGS Amsterdam            |
| VV Winterswijk         | 3:0      | VV Haaksbergen            |
| SC Woerden             | 1:2      | RCA Amsterdam             |
| ZVV Zaanlandia         | 1:2      | ODE Amsterdam             |
| Zandvoortsche VV       | 3:1      | SFC Schiedam              |
| Zeelandia Middelburg   | 4:2      | VV De Zeemeeuwen          |
| SV Zeist               | 7:1      | Neerlandia Amsterdam      |
| ZVV Zilvermeeuwen      | 3:0      | Voorwaarts Utrecht        |

## 2. Runde
|                           | Ergebnis |                            |
| ------------------------- | -------- | -------------------------- |
| RSC Alliance              | 2:5      | VV Baardwijk               |
| SV Almelo                 | 1:3      | EVV Phenix Enschede        |
| AVV Alphen                | 4:4      | CVV Rotterdam              |
| VV Alphia                 | 2:2      | BMT Den Haag               |
| Ajax Sportman Combinatie  | 1:3      | VOC Rotterdam              |
| BATO Winschoten           | 5:3      | VV Helpman                 |
| Be Quick Zutphen          | 3:3      | DOTO Deventer              |
| BVC Bloemendaal           | 3:1      | VV Watergraafsmeer         |
| VV Breda                  | 0:1      | TSC Oosterhout             |
| VV De Kooi                | 5:0      | Meppeler SC                |
| VV De Valk                | 3:3      | TAC Tilburg                |
| DEC Amsterdam             | 2:3      | VVA Amsterdam              |
| DJK Amsterdam             | 2:5      | VV Succes                  |
| DOS Utrecht               | 4:4      | VV Kinheim                 |
| HSV DUNO                  | 2:6      | DCL Rotterdam              |
| DWV Amsterdam             | 3:6      | OVVO Amsterdam             |
| EAC Utrecht               | 3:3      | Alkmaarsche Boys           |
| Electra Amsterdam         | 1:0      | SV Beverwijk               |
| SC Emma Dordrecht         | 2:2      | SVV Schiedam               |
| VV Emmen                  | 2:4      | VV Drachten                |
| EVC Eindhoven             | 1:4      | VV Alkmaar                 |
| VV Fokke                  | 3:4      | Rapiditas Weesp            |
| Fortuna Vlaardingen       | 1:1      | VV Naaldwijk               |
| Friesche VC               | 21:30    | VV Steenwijk               |
| VV Gelria Velp            | 1:4      | NEC Nijmegen               |
| GFC Goor                  | 3:5      | Doetinchemse FC            |
| Heerlen Sport             | 1:2      | RKVV Palemig               |
| HFC Helder                | 3:2      | Oranje-Zwart Amsterdam     |
| Hero Breda                | 3:3      | VV GOES                    |
| VV Hillinen               | 2:1      | Celeritas Den Haag         |
| VV Hoek van Holland       | 1:2      | SV De Hollandiaan          |
| SV Hoensbroek             | 1:0      | RKVV Miranda               |
| Heldersche RC             | 1:0      | SV Verkade                 |
| HSC Harlingen             | 4:1      | VIA Groningen              |
| Juliana Spekholzerheide   | 5:0      | VV Staatsmijn Emma         |
| KHC Kampen                | 1:7      | Zwolsche AC                |
| SV Kerkrade               | 2:2      | SV Espe                    |
| KVV Krommenie             | 1:1      | TIW Amsterdam              |
| HVV Laakkwartier          | 2:5      | VV Rijswijk                |
| VV Leerdam                | 2:4      | ODS Kampen                 |
| VV Muntendam              | 2:0      | GRC Groningen              |
| RV & AV Neptunus          | 7:4      | Olympia Gouda              |
| OAB Arnheim               | 2:3      | BVV Borne                  |
| ODE Amsterdam             | 02:10    | AFC Amsterdam              |
| VV Oosterpark             | 0:0      | JHK Amsterdam              |
| OSV Oostzaan              | 4:2      | BSV Allen Weerbaar         |
| RV & AV Overmaas          | 9:1      | BEC Delft                  |
| VV Purmersteijn           | 3:2      | BFC Bussum                 |
| RCA Amsterdam             | 3:5      | VV De Spartaan             |
| VV Rheden                 | 3:3      | AVW Arnheim                |
| RODA Hooge Zwaluwe        | 0:4      | Eendracht Arnheim          |
| RFC Roermond              | 0:4      | HVV Helmond                |
| RVC Rijswijk              | 5:4      | SVW Gorinchem              |
| SVV Schiedam              | 3:5      | VDL-Maassluis              |
| SC Silvolde               | 2:3      | AV & CV Robur et Velocitas |
| VV Sittard                | 7:0      | AAC Maastricht             |
| SSC Steenwijk             | 05:0 1   | CAB Bolsward               |
| VV Staatsmijn Maurits     | 6:0      | SV Schuttersveld           |
| RV & AV Steeds Hooger     | 1:1      | THB Haarlem                |
| RVV Steeds Volharden      | 0:5      | HVV Den Haag               |
| Swift Amsterdam           | 0:3      | Alcmaria Victrix           |
| Het Noorden Rotterdam     | 1:3      | Quick Den Haag             |
| VV Tegelen                | 05:0 1   | WSC Besoyen                |
| VV Terneuzen              | 2:2      | Zeelandia Middelburg       |
| The Rising Hope Rotterdam | 2:2      | VIOS Den Haag              |
| TSV Theole                | 4:2      | SC Hees                    |
| TOG Amsterdam             | 1:3      | VV Elinckwijk              |
| Transvalia Rotterdam      | 2:2      | VV Sliedrecht              |
| GVV Unitas                | 4:0      | DOSB Amsterdam             |
| UVS Leiden                | 2:3      | SV Gouda                   |
| UVV Utrecht               | 1:2      | DWS Amsterdam              |
| Velox Utrecht             | 3:1      | Haarlemse FC EDO           |
| VIJDO Arnheim             | 2:2      | VV Hattem                  |
| VC Vlissingen             | 2:0      | HVV Hulst                  |
| VOS Venlo                 | 6:1      | RKVV Baronie               |
| CVV Vriendenschaar        | 3:1      | HVV Hollandia              |
| VV Waddinxveen            | 0:8      | RFC Rotterdam              |
| VV West Frisia            | 13:10    | VV Sloterdijk              |
| WFC Wormerveer            | 8:2      | SDZ Amsterdam              |
| Wilhelmina Den Bosch      | 4:0      | VV Tiel                    |
| VV Winterswijk            | 7:4      | SC Doesburg                |
| WVV Winschoten            | 3:4      | VV Hoogezand               |
| Zandvoortsche VV          | 5:5      | SV RDM Rotterdam           |
| SV Zeist                  | 2:3      | AVV Zeeburgia              |
| ZVV Zilvermeeuwen         | 3:2      | Donar Hilversum            |
| VV Zuidbroek              | 2:1      | VV Noordster               |
| ZVV Zaandam               | 1:4      | Blauw Wit Amsterdam        |
| SV Zwolsche Boys          | 2:4      | Arnhemse Boys              |
| SML/Spatram Arnheim       | Freilos  |                            |

## 3. Runde
|                       | Ergebnis |                             |
| --------------------- | -------- | --------------------------- |
| 4. März 1934          |          |                             |
| SV Hoensbroek         | 0:3      | VV Bleijerheide             |
| 11. März 1934         |          |                             |
| BVV Den Bosch         | 5:1      | VAV Juliana Spekholzerheide |
| TSV LONGA             | 1:3      | TSC Oosterhout              |
| VV Winterswijk        | 0:4      | Heracles Almelo             |
| 18. März 1934         |          |                             |
| AGOVV Apeldoorn       | 5:4      | Doetinchemse FC             |
| Alcmaria Victrix      | 6:3      | Kooger FC                   |
| Arnhemse Boys         | 1:1      | HVV Hengelo                 |
| BATO Winschoten       | 02:10    | Be Quick 1887               |
| BVC Bloemendaal       | 3:2      | TIW Amsterdam               |
| BVV Borne             | 5:5      | AV & CV Robur et Velocitas  |
| DCL Rotterdam         | 2:0      | VVA Amsterdam               |
| SV De Hollandiaan     | 0:2      | ADO Den Haag                |
| DOTO Deventer         | 1:3      | PEC Zwolle                  |
| Eendracht Arnheim     | 4:1      | EVV Phenix Enschede         |
| SV Espe               | 5:2      | VV Baardwijk                |
| Excelsior Rotterdam   | 13:40    | Alkmaarsche Boys            |
| GVAV Rapiditas        | 4:2      | LAC Frisia Leeuwarden       |
| VV Hattem             | 2:6      | NEC Nijmegen                |
| HBS Craeyenhout       | 4:2      | DHC Delft                   |
| HVV Helmond           | 00:5 2   | Zeelandia Middelburg        |
| Koninklijke HFC       | 5:4      | Velox Utrecht               |
| HSC Harlingen         | 10:00    | VV Zuidbroek                |
| VV Kinheim            | 5:3      | SV RDM Rotterdam            |
| OVVO Amsterdam        | 1:2      | AFC Amsterdam               |
| RKVV Palemig          | 4:1      | VV Tegelen                  |
| Quick Den Haag        | 4:2      | WFC Wormerveer              |
| RC Heemstede          | 2:0      | HFC Haarlem                 |
| RVC Rijswijk          | 2:5      | Blauw Wit Amsterdam         |
| SSC Steenwijk         | 2:5      | VV Hoogezand                |
| SVV Schiedam          | 3:3      | Stormvogels IJmuiden        |
| TSV Theole            | 5:0      | AVW Arnheim                 |
| GVV Unitas            | 8:1      | VV Hillinen                 |
| VV Veendam            | 7:4      | VV De Kooi                  |
| GVV Velocitas 1897    | 8:1      | VV Drachten                 |
| CVV Vriendenschaar    | 4:2      | RV & AV Neptunus            |
| VUC Den Haag          | 2:4      | SV Gouda                    |
| 2. April 1934         |          |                             |
| Dordrechtsche FC      | 6:0      | VV Elinckwijk               |
| DWS Amsterdam         | 2:4      | VSV Velsen                  |
| Friesche VC           | 4:1      | Achilles 1894               |
| Rapiditas Weesp       | 1:6      | VV Rijswijk                 |
| WVV Wageningen        | 3:1      | SML/Spatram Arnheim         |
| Zwolsche AC           | 1:2      | Enschedese Boys             |
| AVV Zeeburgia         | 3:0      | VV Alkmaar                  |
| 7. April 1934         |          |                             |
| HVV Den Haag          | 4:2      | VOC Rotterdam               |
| THB Haarlem           | 1:4      | Feijenoord Rotterdam        |
| 8. April 1934         |          |                             |
| VV Sittard            | 3:4      | VOS Venlo                   |
| TAC Tilburg           | 1:3      | VV Eindhoven                |
| 15. April 1934        |          |                             |
| LVV Friesland         | 3:5      | VV Muntendam                |
| VV GOES               | 2:7      | NAC Breda                   |
| OSV Oostzaan          | 5:6      | VV Purmersteijn             |
| Sparta Rotterdam      | 5:2      | VV De Spartaan              |
| VV Staatsmijn Maurits | 1:3      | PSV Eindhoven               |
| HVV Tubantia          | 4:3      | Sportclub Enschede          |
| 22. April 1934        |          |                             |
| VV Succes             | 3:1      | HFC Helder                  |
| VDL-Maassluis         | 8:4      | Hermes DVS                  |
| VIOS Den Haag         | 0:3      | VV Sliedrecht               |
| VV West Frisia        | 1:3      | ODS Kampen                  |
| ZVV Zilvermeeuwen     | 10:20    | BMT Den Haag                |
| 29. April 1934        |          |                             |
| CVV Rotterdam         | 6:1      | Heldersche RC               |
| JHK Amsterdam         | 2:0      | VV Naaldwijk                |
| RV & AV Overmaas      | 5:0      | Electra Amsterdam           |
| RFC Rotterdam         | 6:3      | Zaanlandsche FC             |
|                       |          |                             |
| VC Vlissingen         | 05:0 1   | Willem II Tilburg           |
| Wilhelmina Den Bosch  | 00:5 1   | VV Middelburg               |
| VV Leeuwarden         | Freilos  |                             |
| TSV NOAD              | Freilos  |                             |
| RFC Xerxes            | Freilos  |                             |

## 4. Runde
Teilnehmer: Die 67 Sieger der 3. Runde
|                      | Ergebnis |                            |
| -------------------- | -------- | -------------------------- |
| 6. Mai 1934          |          |                            |
| ADO Den Haag         | 7:1      | GVV Unitas                 |
| AGOVV Apeldoorn      | 1:5      | NAC Breda                  |
| Blauw Wit Amsterdam  | 3:0      | VV Succes                  |
| Dordrechtsche FC     | 2:2      | AVV Zeeburgia              |
| Enschedese Boys      | 8:2      | Eendracht Arnheim          |
| SV Espe              | 2:4      | DCL Rotterdam              |
| Friesche VC          | 0:4      | HVV Den Haag               |
| GVAV Rapiditas       | 1:6      | HBS Craeyenhout            |
| VV Kinheim           | 6:1      | VOS Venlo                  |
| VV Leeuwarden        | 6:6      | VV Hoogezand               |
| VV Middelburg        | 1:6      | RC Heemstede               |
| VV Muntendam         | 1:2      | PEC Zwolle                 |
| NEC Nijmegen         | 3:7      | Feijenoord Rotterdam       |
| TSV NOAD             | 8:3      | ZVV Zilvermeeuwen          |
| RKVV Palemig         | 4:1      | SV Gouda                   |
| PSV Eindhoven        | 2:3      | Excelsior Rotterdam        |
| VV Purmersteijn      | 4:2      | Koninklijke HFC            |
| Quick Den Haag       | 5:1      | RV & AV Overmaas           |
| RFC Rotterdam        | 6:3      | AFC Amsterdam              |
| VV Sliedrecht        | 2:2      | Be Quick 1887              |
| Sparta Rotterdam     | 2:4      | CVV Rotterdam              |
| Stormvogels IJmuiden | 1:0      | CVV Vriendenschaar         |
| TSV Theole           | 3:1      | BVV Den Bosch              |
| TSC Oosterhout       | 2:5      | VDL-Maassluis              |
| VV Veendam           | 2:1      | AV & CV Robur et Velocitas |
| GVV Velocitas 1897   | 7:0      | ODS Kampen                 |
| VC Vlissingen        | 0:1      | VV Bleijerheide            |
| VSV Velsen           | 8:1      | VV Eindhoven               |
| WVV Wageningen       | 4:2      | HVV Hengelo                |
| 10. Mai 1934         |          |                            |
| RFC Xerxes           | 4:4      | VV Rijswijk                |
| 13. Mai 1934         |          |                            |
| Heracles Almelo      | 9:1      | BVC Bloemendaal            |
|                      |          |                            |
| HSC Harlingen        | 05:0 1   | JHK Amsterdam              |
| HVV Tubantia         | 05:0 1   | ZVV Zaanlandia             |
| Alcmaria Victrix     | Freilos  |                            |

## Zwischenrunde
|                   | Ergebnis   |               |
| ----------------- | ---------- | ------------- |
| 13. Mai 1934      |            |               |
| Enschedesche Boys | 8:3        | Be Quick 1887 |
| HVV Den Haag      | zog zurück |               |

## 5. Runde
|                      | Ergebnis |                      |
| -------------------- | -------- | -------------------- |
| 21. Mai 1934         |          |                      |
| ADO Den Haag         | 4:4      | Excelsior Rotterdam  |
| Alcmaria Victrix     | 2:2      | TSV Theole           |
| VV Bleijerheide      | 5:1      | TSV NOAD             |
| CVV Rotterdam        | 2:2      | Blauw Wit Amsterdam  |
| Enschedese Boys      | 4:2      | VV Purmersteijn      |
| Feijenoord Rotterdam | 7:1      | DCL Rotterdam        |
| HBS Craeyenhout      | 3:4      | VSV Velsen           |
| HSC Harlingen        | 2:5      | RFC Rotterdam        |
| VV Kinheim           | 2:1      | AVV Zeeburgia        |
| PEC Zwolle           | 3:4      | VDL-Maassluis        |
| Quick Den Haag       | 3:2      | HVV Tubantia         |
| RC Heemstede         | 1:2      | Stormvogels IJmuiden |
| VV Rijswijk          | 1:4      | NAC Breda            |
| VV Veendam           | 2:1      | WVV Wageningen       |
| GVV Velocitas 1897   | 4:2      | VV Hoogezand         |
| RKVV Palemig         | 05:0 1   | Heracles Almelo      |

## 6. Runde
|                      | Ergebnis |                      |
| -------------------- | -------- | -------------------- |
| 27. Mai 1934         |          |                      |
| Blauw Wit Amsterdam  | 2:4      | NAC Breda            |
| Enschedese Boys      | 2:3      | VV Bleijerheide      |
| Feijenoord Rotterdam | 6:1      | RKVV Palemig         |
| VV Kinheim           | 3:3      | VSV Velsen           |
| RFC Rotterdam        | 1:4      | Stormvogels IJmuiden |
| TSV Theole           | 3:7      | Quick Den Haag       |
| VDL-Maassluis        | 1:1      | Excelsior Rotterdam  |
| VV Veendam           | 3:4      | GVV Velocitas 1897   |

## Viertelfinale
|                    | Ergebnis |                      |
| ------------------ | -------- | -------------------- |
| 3. Juni 1934       |          |                      |
| VV Bleijerheide    | 1:2      | NAC Breda            |
| Quick Den Haag     | 0:1      | Feijenoord Rotterdam |
| VSV Velsen         | 1:1      | Stormvogels IJmuiden |
| 10. Juni 1934      |          |                      |
| GVV Velocitas 1897 | 4:2      | Excelsior Rotterdam  |

## Halbfinale
|                      | Ergebnis |                      |
| -------------------- | -------- | -------------------- |
| 10. Juni 1934        |          |                      |
| NAC Breda            | 2:4      | Feijenoord Rotterdam |
| 17. Juni 1934        |          |                      |
| Stormvogels IJmuiden | 0:1      | GVV Velocitas 1897   |

## Finale
| GVV Velocitas 1897                   | GVV Velocitas 1897 | Feijenoord Rotterdam | Feijenoord Rotterdam | Aufstellung                                               |
| ------------------------------------ | --- | --- | -------------------- | --------------------------------------------------------- |
| GVV Velocitas 1897                   | \| 23. Juni 1934 in Lage Weide, Utrecht \| \| Ergebnis: 3:2 n. V. (2:2, 0:0) \| \| Zuschauer: 5.000 \| \| Schiedsrichter: Hans Boekman \| \| Spielbericht \|                                                               | \| 23. Juni 1934 in Lage Weide, Utrecht \| \| Ergebnis: 3:2 n. V. (2:2, 0:0) \| \| Zuschauer: 5.000 \| \| Schiedsrichter: Hans Boekman \| \| Spielbericht \|                                    | Feijenoord Rotterdam | Aufstellung GVV Velocitas 1897 gegen Feijenoord Rotterdam |
| GVV Velocitas 1897                   | Jo Kolthof – Wim Pots, Jan Heideveld – Geert Fransen, Arend Luppes, Jan Huizeling – Eppie Meulema, Otto Bonsema, A.J. Nuininga, Fré van de Velde, Hermann Mohrmann (15. Piet Mulder) Cheftrainer: Bob Jefferson ( England) | Adri van Male – Janus Bul, Jaap Peterse – Jaap Paauwe, Bas Paauwe, Joop van Ooijen – Piet Burg, Manus Vrauwdeunt, Jan de Greef, Puck van Heel, Jan Linssen Cheftrainer: Eddy Donaghy ( England) | Feijenoord Rotterdam | Aufstellung GVV Velocitas 1897 gegen Feijenoord Rotterdam |
| GVV Velocitas 1897                   | 1:2 Jaap Peterse (84. Eigentor) 2:2 Otto Bonsema (87.) 3:2 Fré van de Velde (91.) | 0:1 Piet Burg (77.) 0:2 Bas Paauwe (80.) | Feijenoord Rotterdam | Aufstellung GVV Velocitas 1897 gegen Feijenoord Rotterdam |
| 23. Juni 1934 in Lage Weide, Utrecht | | |                      |                                                           |
| Ergebnis: 3:2 n. V. (2:2, 0:0)       | | |                      |                                                           |
| Zuschauer: 5.000                     | | |                      |                                                           |
| Schiedsrichter: Hans Boekman         | | |                      |                                                           |
| Spielbericht                         | | |                      |                                                           |